# Lars Berger
Lars Berger (Dombås, 1 mei 1979) is een Noorse biatleet en langlaufer. Hij richt zich vooral op biatlon, maar heeft ook bij het langlaufen goede resultaten gehaald. Hij is de broer van Tora Berger die eveneens langlaufster en biatlete is. In 2006 kreeg Berger de Egebergs Ærespris uitgereikt, de hoogste sportonderscheiding in Noorwegen, voor atleten die in meer dan een sporttak successen hebben behaald.

## Biatlon
De kracht van Berger bij biatlonwedstrijden ligt vooral in zijn snelheid. Bij biatlon behoort hij veelal tot de snelste lopers. Zijn trefzekerheid met het schieten is echter vaak minder. De eerste liggende schietrondes gaan meestal nog goed, maar bij het staande schieten in de tweede helft van de wedstrijd maakt Berger vaak fouten. Wanneer Berger toch trefzeker is, zoals bijvoorbeeld tijdens een wereldbeker sprintwedstrijd in Hochfilzen op 20 december 2008, wint hij ook prompt de wedstrijd. In het biatlon behaalde Berger tot nu toe in zijn carrière vier wereldbekeroverwinningen, telkens in de sprint. Op de WK van 2009 won hij goud met het estafetteteam van Noorwegen.

## Langlaufen
Naast biatleet is Berger ook een verdienstelijke langlaufer. Bij de wereldkampioenschappen langlaufen 2007 behaalde hij verrassend de gouden medaille op de 15 kilometer vrije stijl. Hij profiteerde in het slechte weer van Sapporo enigszins van zijn vroege startpositie, maar won de wedstrijd overtuigend met meer dan 13 seconden voorsprong op de nummer twee. Bij de wereldkampioenschappen in 2005 en 2007 maakte hij deel uit van de Noorse estafetteploeg die goud won. Tijdens de Olympische Spelen van 2010 in Vancouver deed Berger zowel mee aan biatlon wedstrijden als langlauf wedstrijden. Met het Noorse estafette team won hij het zilver op de 4x10 km langlaufen.

## Belangrijkste resultaten langlaufen

### Wereldkampioenschappen
| Jaar | Plaats     | Resultaten                                |
| ---- | ---------- | ----------------------------------------- |
| 2005 | Oberstdorf | 4de 15 km vrije stijl · 4x10 km estafette |
| 2007 | Sapporo    | 15 km vrije stijl · 4x10 km estafette     |

### Eindstand algemene wereldbeker
| Jaar      | Plaats |
| --------- | ------ |
| 2003/2004 | 81ste  |
| 2004/2005 | 93ste  |
| 2005/2006 | -      |
| 2006/2007 | 78ste  |

### Marathons
Overige marathonzeges
| Nr. | Datum         | Plaats         | Marathon     | Onderdeel                      |
| --- | ------------- | -------------- | ------------ | ------------------------------ |
| 1.  | 23 april 2005 | Finse–Ustaoset | Skarverennet | 37 km vrije stijl (massastart) |

## Belangrijkste resultaten biatlon

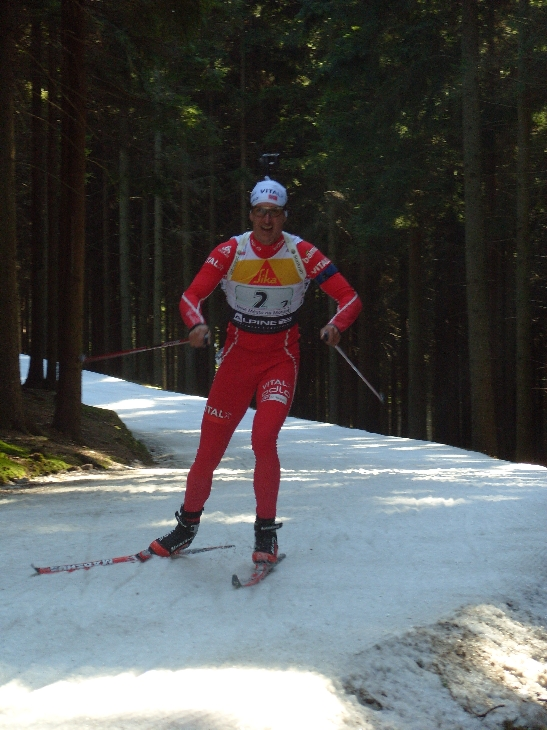
Berger als biatleet in 2008

### Wereldkampioenschappen junioren
| Jaar | Plaats   | Resultaten                                                        |
| ---- | -------- | ----------------------------------------------------------------- |
| 1999 | Pokljuka | 5de 12,5 km achtervolging 9de 10 km sprint 11de 15 km individueel |

### Wereldkampioenschappen
| Jaar | Plaats      | Resultaten |
| ---- | ----------- | --- |
| 2004 | Oberhof     | 14de 10 km sprint · 11de 12,5 km achtervolging · 24ste 20 km individueel · 15 km massastart · 4x7,5 km estafette                      |
| 2005 | Hochfilzen  | 44ste 10 km sprint 32ste 12,5 km achtervolging                                                                                        |
| 2006 | Pokjuka     | 23ste gemengde estafette |
| 2007 | Antholz     | 14de 10 km sprint · 11de 12,5 km achtervolging · 49ste 20 km individueel · 17de 15 km massastart · 4x7,5 km estafette                 |
| 2009 | Pyeongchang | 10 km sprint · 5e 12,5 km achtervolging · 34e 20 km individueel · 29e 15 km massastart · 4 x 7,5 km estafette · 4e gemengde estafette |

### Wereldbeker
Eindklasseringen
| Seizoen   | Algemeen | Individueel | Sprint | Achtervolging | Massastart |
| --------- | -------- | ----------- | ------ | ------------- | ---------- |
| 2001/2002 | 76e      |             |        |               |            |
| 2002/2003 | 43e      |             |        |               |            |
| 2003/2004 | 5e       |             |        |               |            |
| 2004/2005 | 17e      |             |        |               |            |
| 2005/2006 | 34e      |             |        |               |            |
| 2006/2007 | 27e      |             |        |               |            |
| 2007/2008 | 78e      |             |        |               |            |
| 2008/2009 | 17e      |             |        |               |            |